# Carlton M. Caves

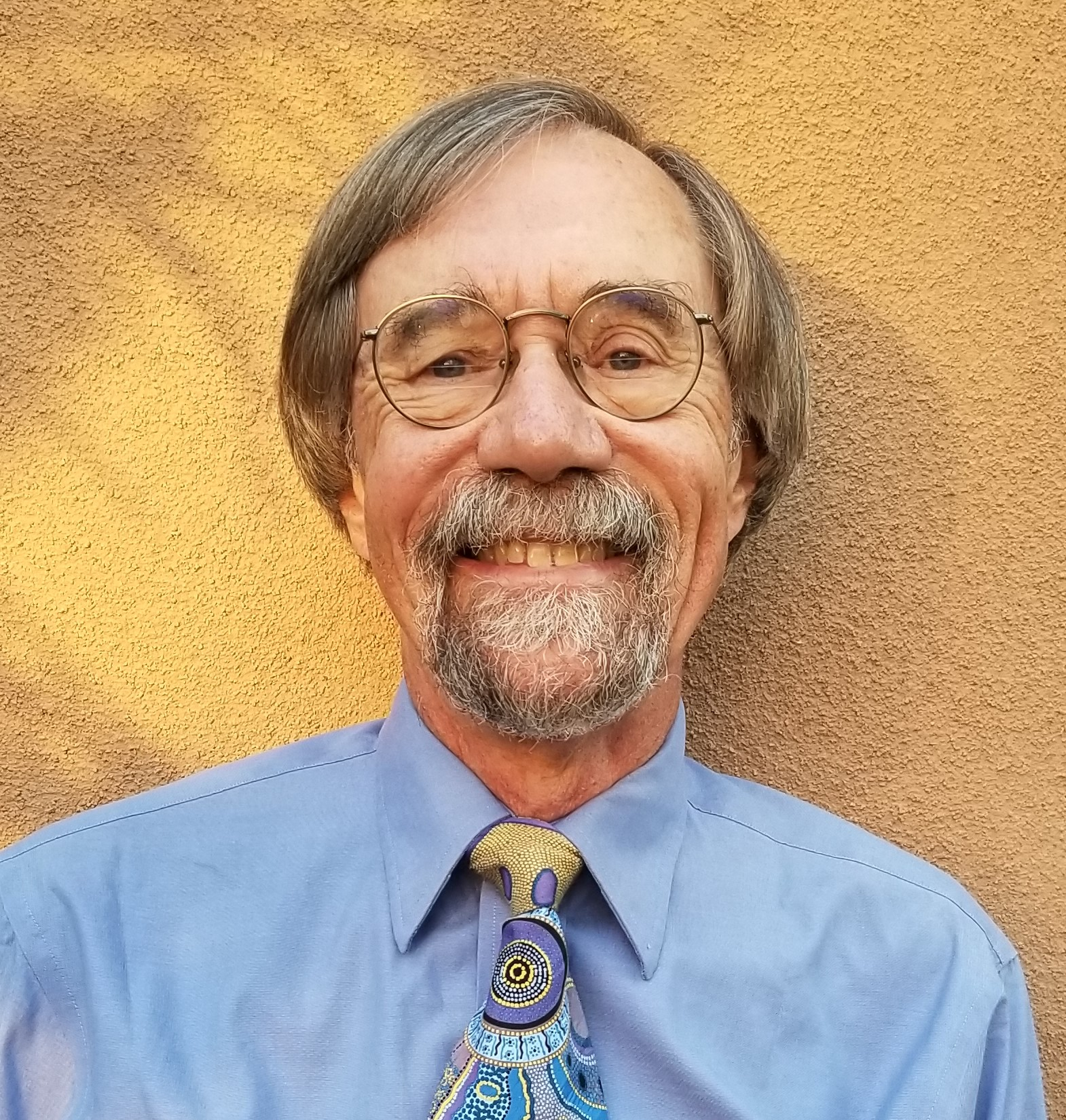
Carlton M. Caves, 2020

Carlton Morris Caves (* 24. Oktober 1950 in Muskogee, Oklahoma) ist ein US-amerikanischer Physiker.
Caves studierte Physik und Mathematik an der Rice University mit dem Bachelor-Abschluss 1972 und wurde 1979 bei Kip Thorne am Caltech (wo er 1976/77 Feynman Fellow war) promoviert (Theoretical Investigations in Experimental Gravitation). Danach forschte er weiter am Caltech, ab 1982 als Senior Research Fellow. 1988 wurde er Associate Professor an der University of Southern California und 1992 Professor für Physik und Astronomie an der University of New Mexico. Er ist dort Distinguished Professor und Direktor des Center for Quantum Information and Control.
Er befasst sich mit theoretischer Quantenoptik, Quanteninformationstheorie, Quanten-Computern, Theorie von (Laser-)Experimenten zur Gravitation, quantenmechanischen Grenzen von Hochpräzisionsexperimenten, Quanten-Rauschen, Theorie von offenen Quantensystemen und Dekohärenz, nichtlinearer Dynamik und Quantenchaos.
1981 führte er das Konzept gequetschten Lichts (squeezed light) ein, um die Empfindlichkeit von Laserinterferometern für Gravitationswellenexperimente zu steigern.
2002 entwickelte er mit Kollegen einen auf der Bayes-Wahrscheinlichkeitskonzept basierende Interpretation der Quantenmechanik (siehe Interpretationen der Quantenmechanik).
2011 erhielt Caves den Max Born Award. Er ist Fellow der American Physical Society, der American Association for the Advancement of Science und der Optical Society of America und 1990 erhielt er den Einstein Prize for Laser Science der Society for Optical and Quantum Electronics. Für 2018 wurde ihm der International Quantum Communication Award zugesprochen. 2020 wurde Caves in die National Academy of Sciences gewählt.
Er ist seit 1984 verheiratet und hat zwei Kinder.